# Calonne-Ricouart
Calonne-Ricouard ist eine französische Stadt mit 5416 Einwohnern (Stand: 1. Januar 2022) im Département Pas-de-Calais in der Region Hauts-de-France; sie gehört zum |Arrondissement Béthune und zum Kanton Auchel. Die Einwohner werden Calonnois(es) genannt.

## Geographie
Die Stadt Calonne-Ricouart liegt im Osten des Artois am Flüsschen Clarence, zehn Kilometer südwestlich von Béthune im stark verdichteten Siedlungsraum des Nordfranzösischen Kohlereviers. Nachbargemeinden von Calonne-Ricouard sind Auchel im Norden, Marles-les-Mines im Nordosten, Bruay-la-Buissière im Osten, Divion im Südosten, Camblain-Châtelain im Südwesten sowie Cauchy-à-la-Tour im Nordwesten. Durch die Gemeinde führt die frühere Route nationale 341. Der Bahnhof liegt an der Bahnstrecke von Fives (Lille) nach Abbeville. Zu Calonne-Ricouart zählen die ehemaligen Bergarbeitersiedlungen Cité de Calonne, Cité du Nr. 5, Cité Nr. 6 und Cité Quenehem. Von den früheren Bergbauaktivitäten zeugt heute noch eine tiefe Grube im Osten der Stadt.

## Geschichte

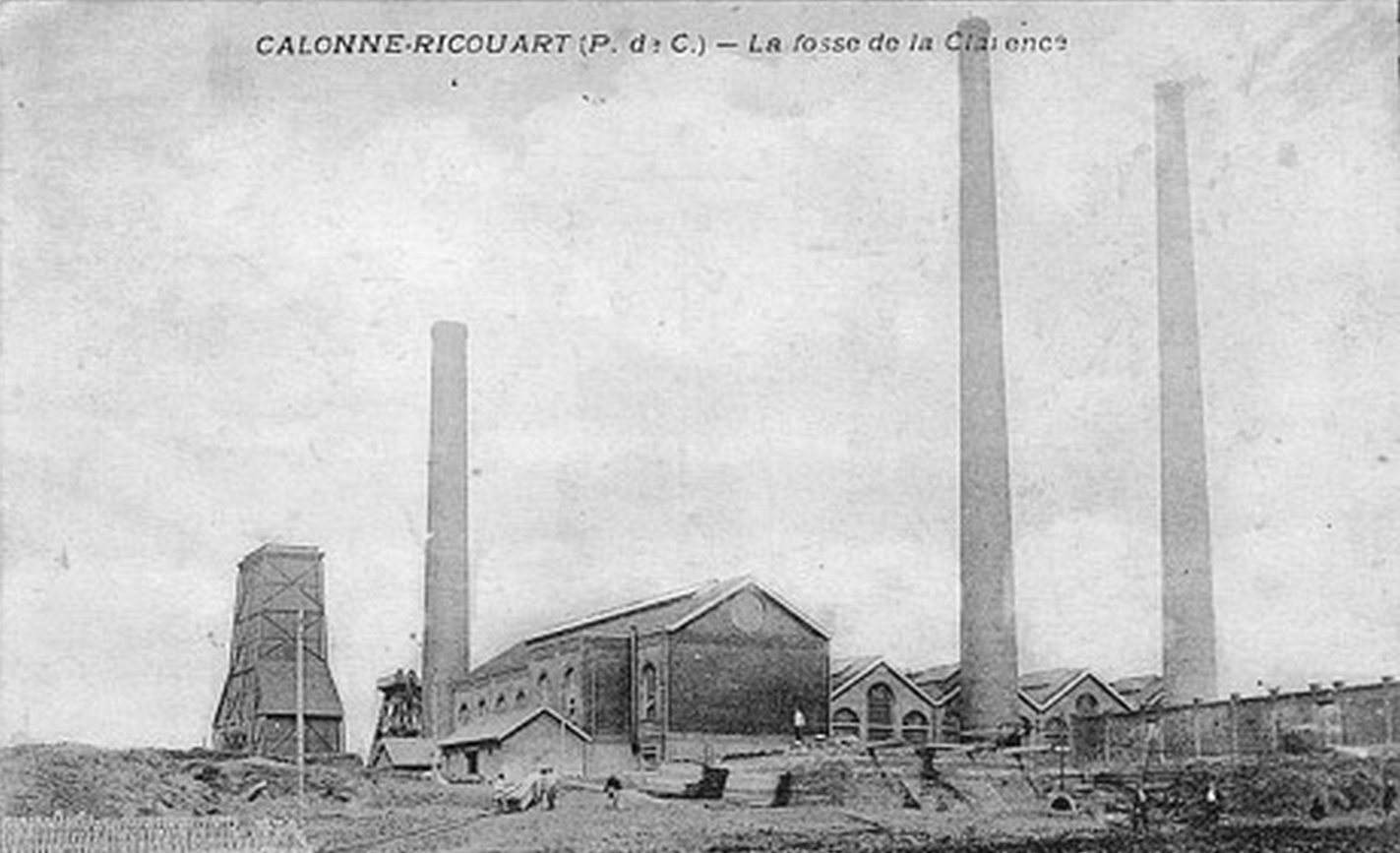
Kohleschacht und Kraftwerk um 1920

Auf Grund des Steinkohle-Bergbaus erlebte die Stadt in den 1920er Jahren einen erheblichen Aufschwung und hatte bis zu 13.000 Einwohner.

### Bevölkerungsentwicklung
| Jahr                       | 1962   | 1968 | 1975 | 1982 | 1990 | 1999 | 2006 | 2012 | 2022 |
| -------------------------- | ------ | ---- | ---- | ---- | ---- | ---- | ---- | ---- | ---- |
| Einwohner                  | 10.585 | 9954 | 8534 | 7545 | 6585 | 5989 | 5837 | 5528 | 5416 |
| Quellen: Cassini und INSEE |        |      |      |      |      |      |      |      |      |

## Sehenswürdigkeiten
- Kirche Saint-Pierre aus dem 18. Jahrhundert
- Kirche Saint-Stanislas
- Gutshof und Wassermühle aus dem 17./18. Jahrhundert
- Rathaus
- Bahnhof
- Park „Calonnix“ im Osten der Gemeinde
- Wasserturm

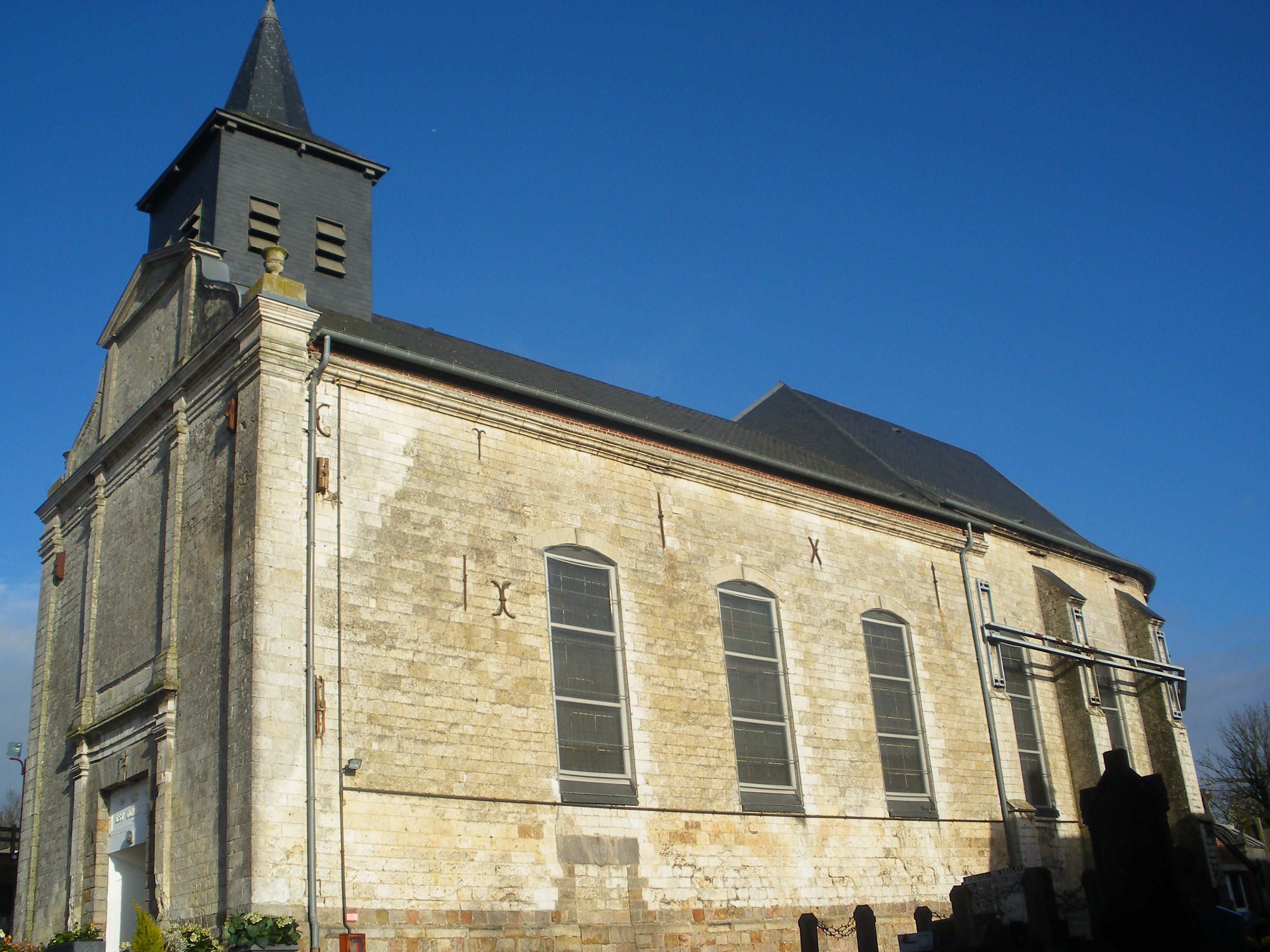
Kirche Saint-Pierre
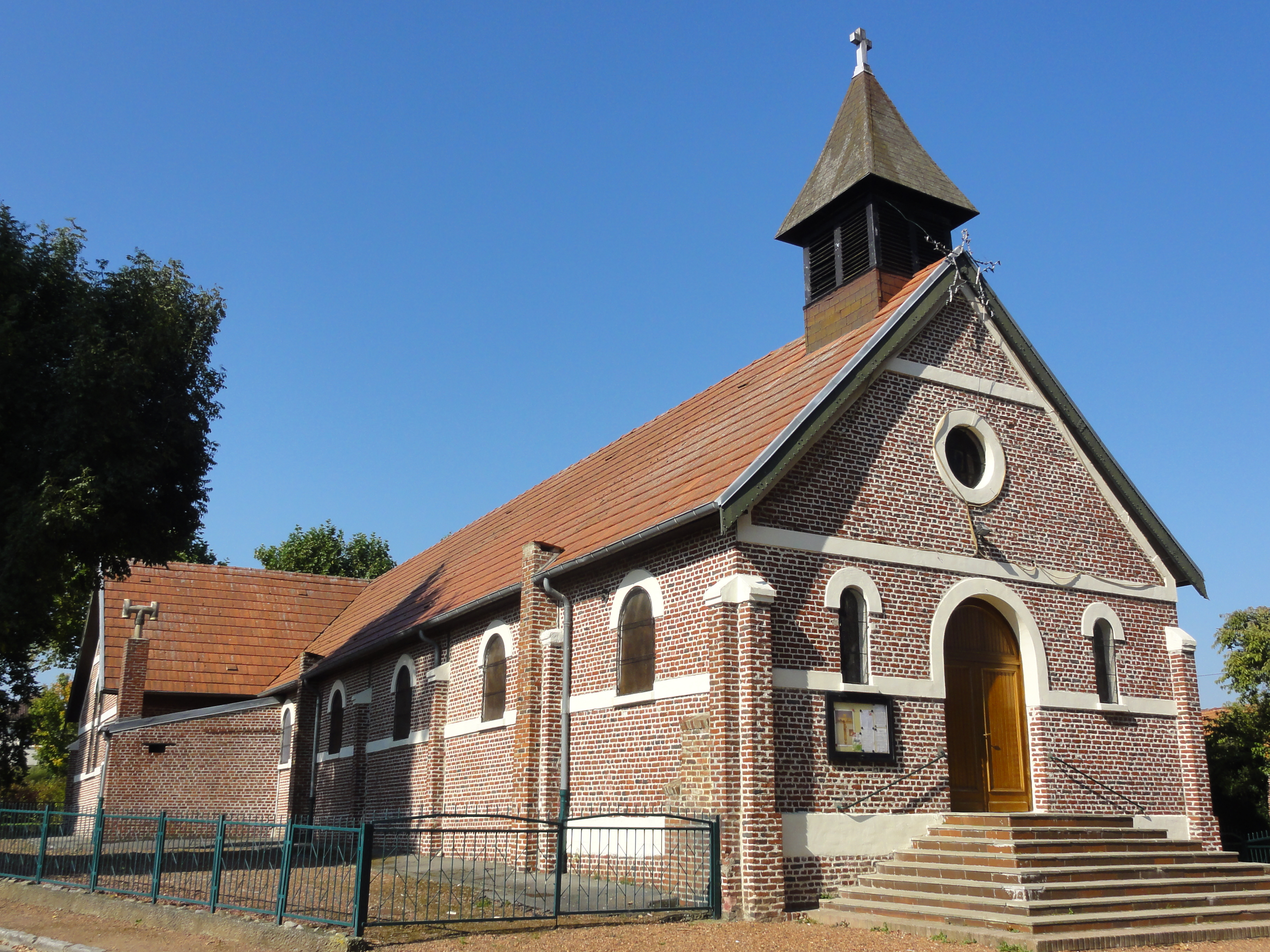
Kirche Saint-Stanislas
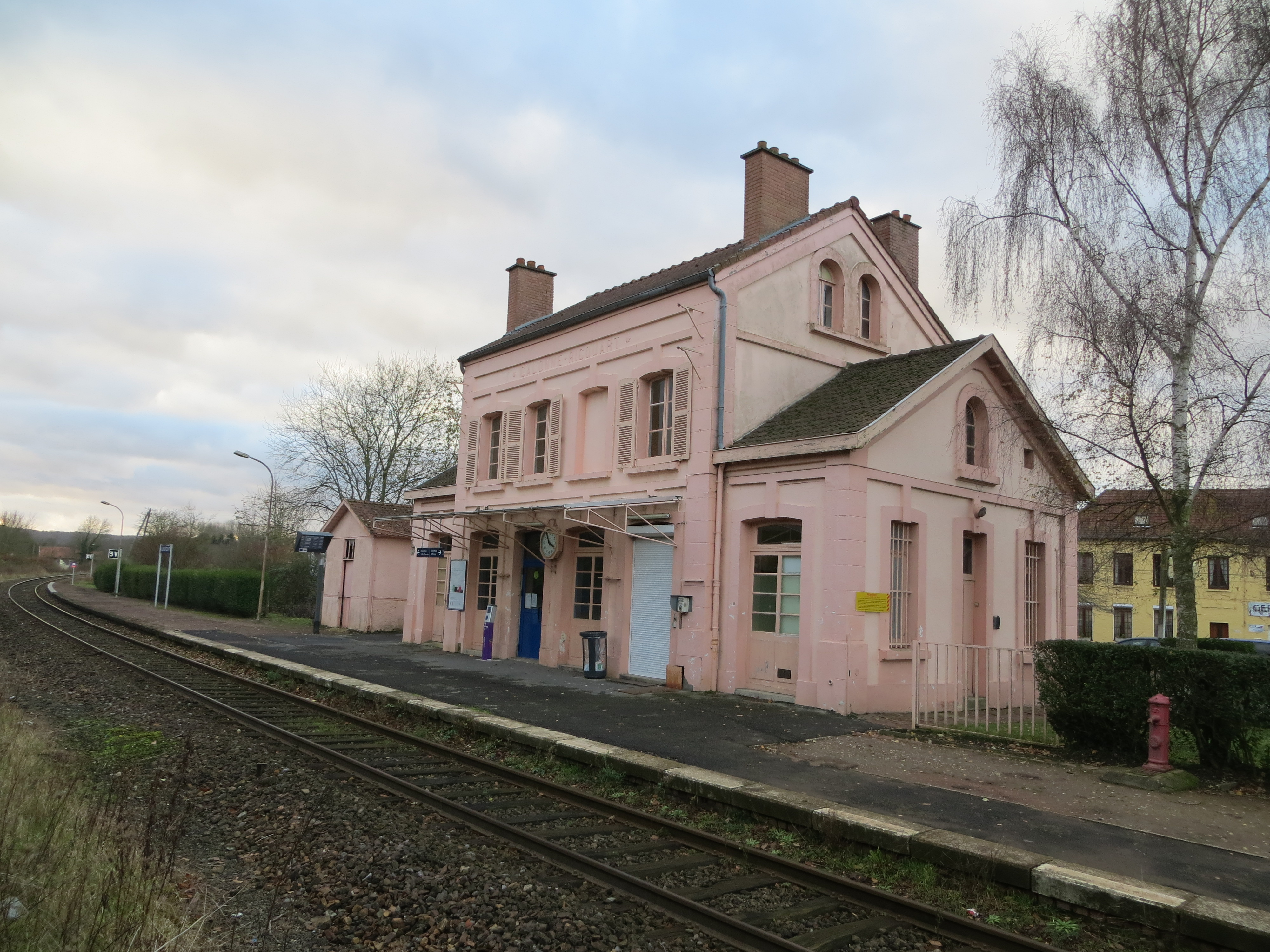
Bahnhof
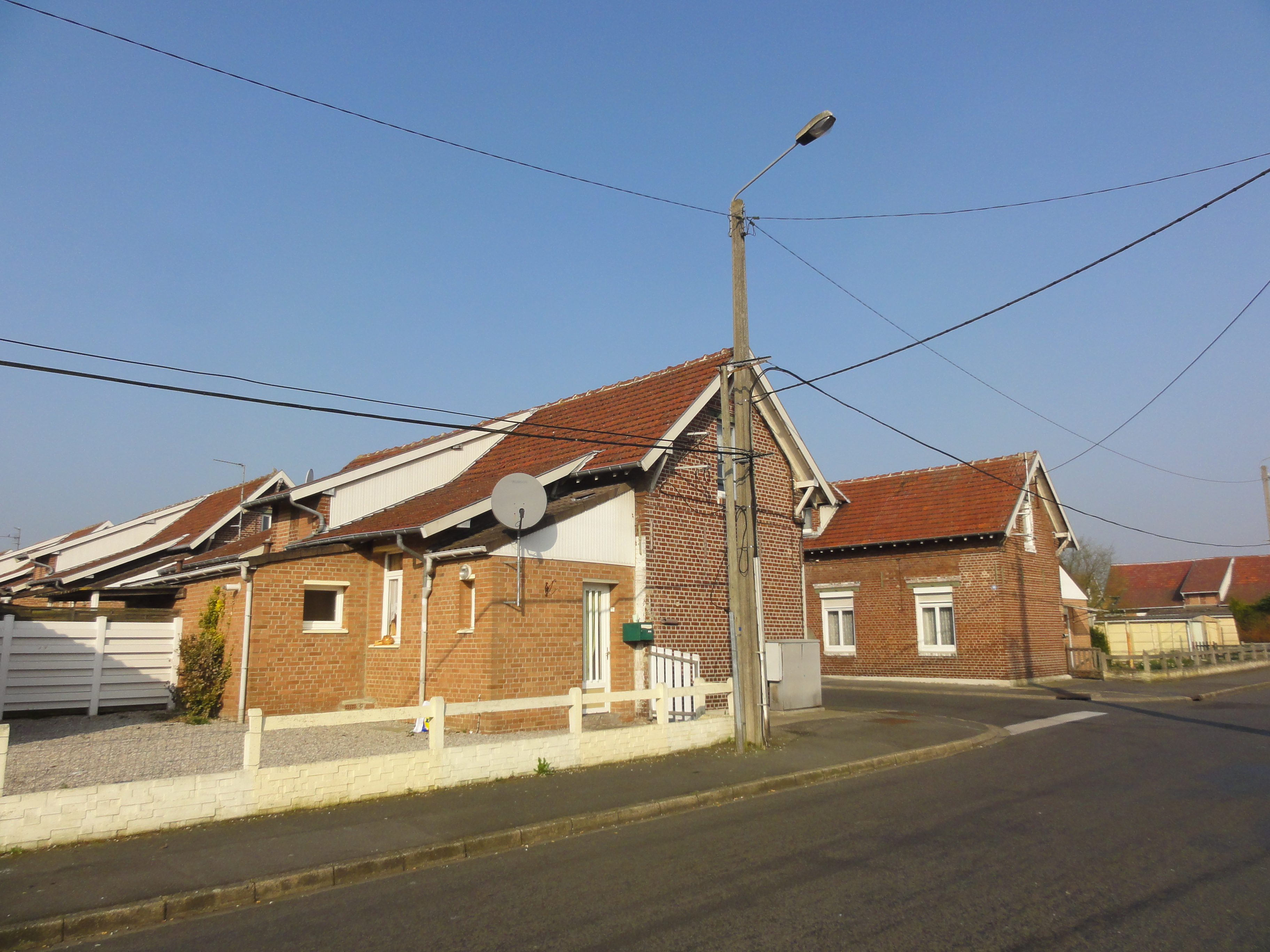
Bergarbeiterhäuser der ehemaligen Zeche Nr. 5
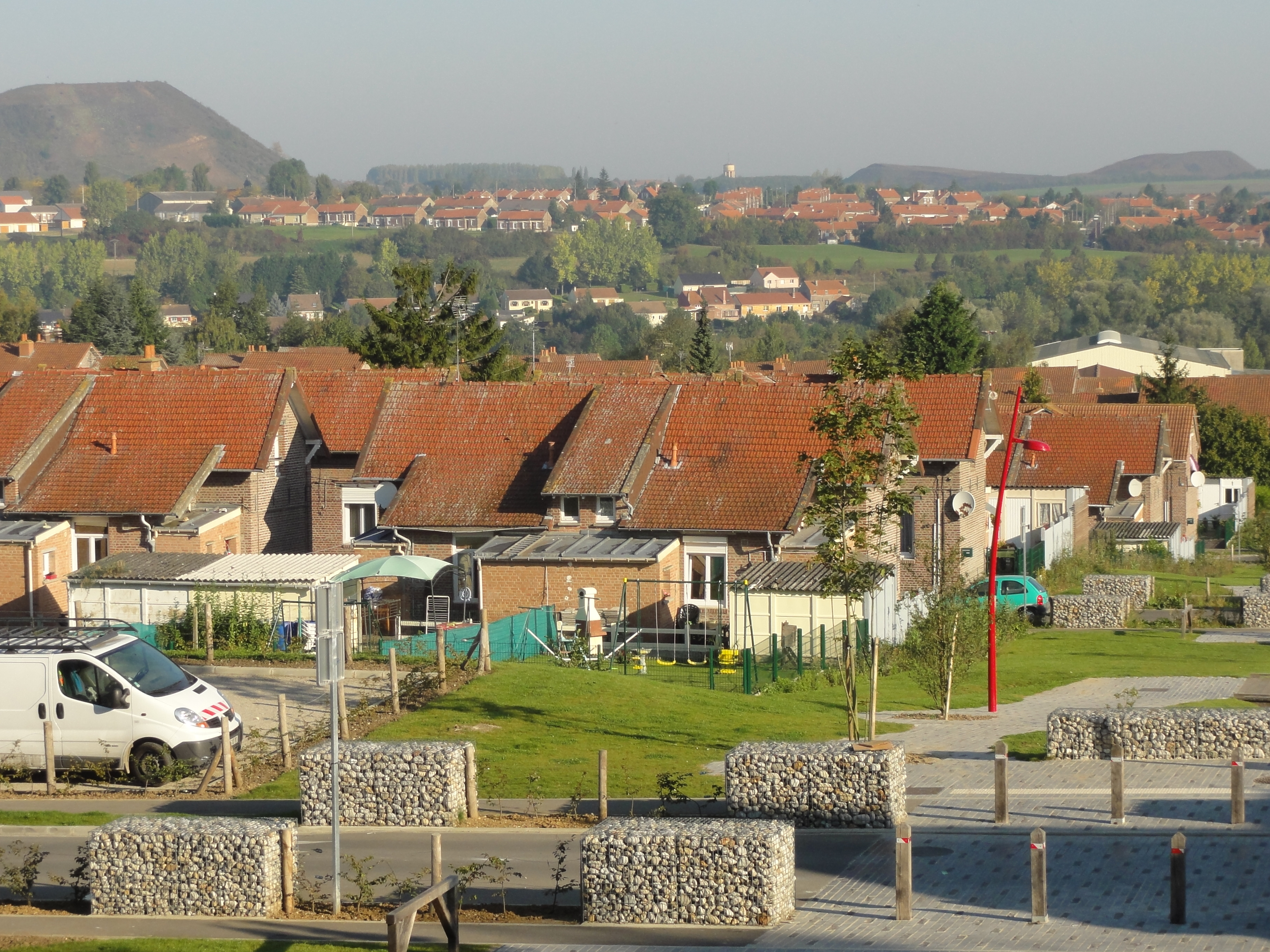
Bergarbeitersiedlung der Zeche Nr. 6
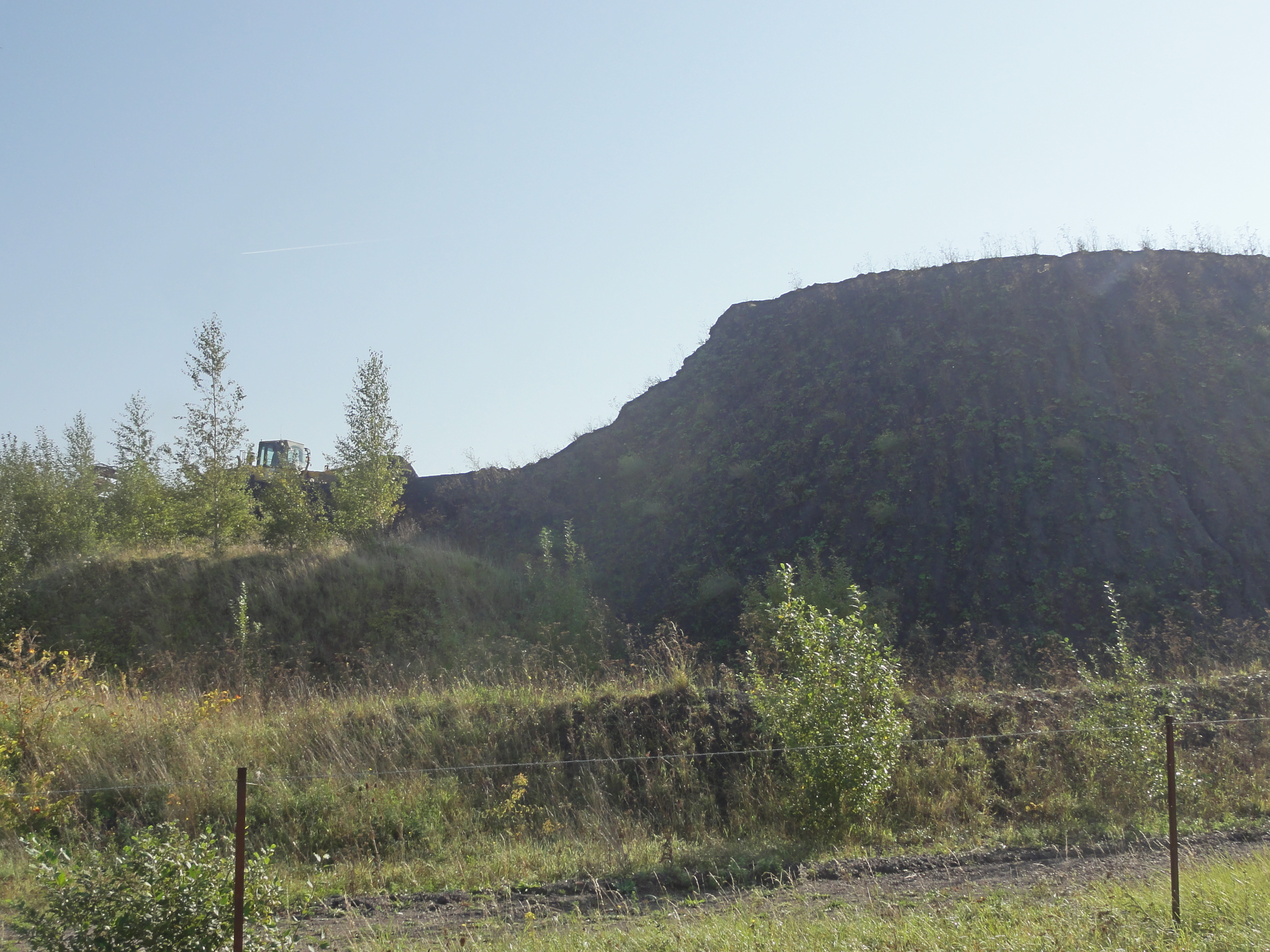
Abraumhalde

## Persönlichkeiten
- Maryan Wisnieski (1937–2022), Fußballspieler
- Robert Budzynski (1940–2023), Fußballspieler